# Mid Somerset Football League
Mid Somerset Football League är en engelsk fotbollsliga baserad i Somerset. Den har fyra divisioner och toppdivisionen Premier Division ligger på nivå 14 i det engelska ligasystemet.
Ligan är en matarliga till Somerset County Football League.

## Mästare
| Säsong  | Premier Division       | First Division            | Second Division           | Third Division                  |
| ------- | ---------------------- | ------------------------- | ------------------------- | ------------------------------- |
| 1993/94 | Mells & Vobster United | Coleford Athletic         | Peasedown MYCOR Reserves  | Waterside Sports                |
| 1994/95 | Frome Collegians       | Peasedown MYCOR Reserves  | Purnells Sports           | Farrington Gurney               |
| 1995/96 | Mells & Vobster United | Stoke Rovers              | Norton Hill Rangers       | Wookey                          |
| 1996/97 | Frome Sportshouse      | Littleton Sports          | Wookey                    | Peasedown Athletic 'B'          |
| 1997/98 | Mells & Vobster United | Pilton United             | Farrington Gurney         | Clutton Reserves                |
| 1998/99 | Pilton United          | Chilcompton               | Interhound                | Inveresk                        |
| 1999/00 | Chilcompton            | Pensford                  | Inveresk                  | Timsbury Athletic 'A'           |
| 2000/01 | Coleford Athletic      | Inveresk                  | Welton Arsenal            | Stoke Rovers Reserves           |
| 2001/02 | Meadow Rangers         | Littleton Sports          | Littleton Sports Reserves | Wookey                          |
| 2002/03 | Coleford Athletic      | Littleton Sports Reserves | Peasedown St John Rovers  | Westfield                       |
| 2003/04 | Coleford Athletic      | Radstock Town Reserves    | Westfield                 | Frome Town Sports Reserves      |
| 2004/05 | Meadow Rangers         | Wookey                    | Purnells Sports           | Purnells Sports Reserves        |
| 2005/06 | Meadow Rangers         | Purnells Sports           | Pensford                  | Mells & Vobster United Reserves |
| 2006/07 | Purnell Sports         | Pensford                  | Purnell Sports Reserves   | Coleford Athletic Reserves      |
| 2007/08 | Westfield              | Wookey                    | Westfield Reserves        | Pilton United                   |
| 2008/09 | Purnells Sports        | Farrington Gurney         | Pilton United             | Wookey Reserves                 |
| 2009/10 | Meadow Rangers         | Pilton United             | Meadow Rangers Reserves   | Westfield 'A'                   |
| 2010/11 | Meadow Rangers         | Welton Arsenal            | Interhound                | Camerton Athletic               |